# Luc Tchoula
Luc Tchoula est un boxeur gabonais.

## Carrière
Luc Tchoula est médaillé d'or dans la catégorie des poids lourds aux championnats d'Afrique de Benghazi en 1979.
Il est médaillé d'argent aux championnats d'Afrique de Kampala en 1983 dans la même catégorie.